# Crans-Montana
Crans-Montana (toponimo francese, pronuncia [kʁɑ̃ mɔ̃tana] oppure [kʁɑ̃ mɔntana]) è un comune svizzero di 10 711 abitanti del Canton Vallese, nel distretto di Sierre.

## Storia
Il comune di Crans-Montana è stato istituito il 1° gennaio 2017 con la fusione dei comuni soppressi di Chermignon, Mollens, Montana e Randogne; capoluogo comunale è Chermignon.

## Monumenti e luoghi d'interesse
L'aria particolarmente secca di Crans-Montana ha fatto sorgere dal XIX secolo numerosi sanatori che sono stati nel passato meta di pazienti da tutto il mondo con malattie respiratorie. Tra questi era nota l'assidua presenza della poetessa Emily Dickinson e della scrittrice Katherine Mansfield.

## Cultura

### Eventi
La località è nota internazionalmente quale meta del jet-set internazionale per la sua mondana vita notturna, specialmente durante la stagione invernale. Ogni anno, verso il periodo pasquale, è sede del Caprices Festival, festival di musica internazionale.

## Geografia antropica

### Frazioni
- Chermignon[7]
  - Champzabé
  - Chermignon d'en Bas
  - Chermignon d'en Haut
  - Crans-sur-Sierre[8]
  - Ollon
- Mollens[9]
  - Aminona
  - Conzor
  - Cordona
  - Laques
  - Saint-Maurice-de-Laques
- Montana[4]
  - Champzabé
  - Corin
  - Diogne
  - Montana-Vermala
- Randogne[5]
  - Bluche
  - Darnona
  - Loc
  - Montana-Station
  - Montana-Vermala

## Sport

### Sport invernali

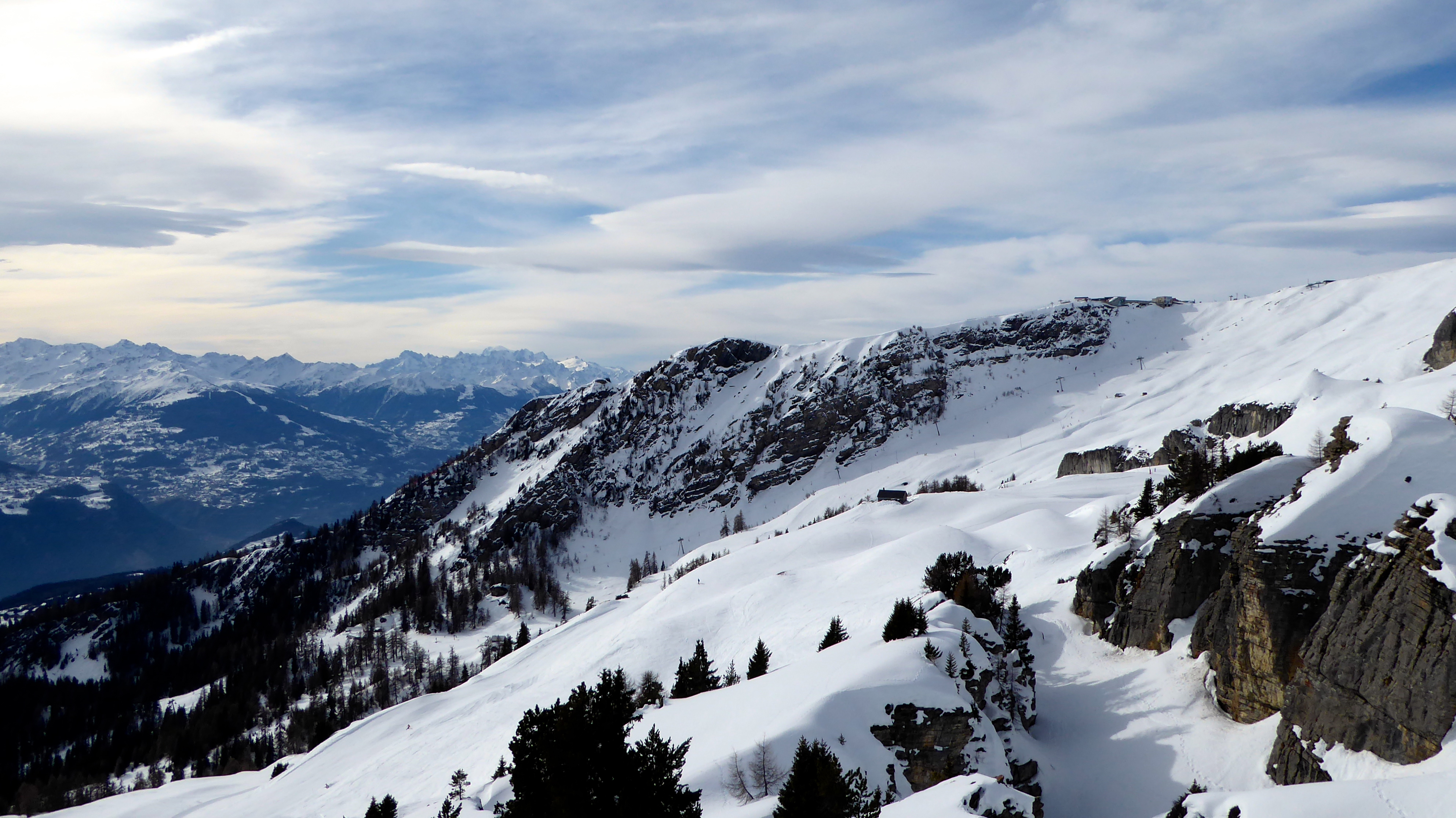
Piste sciistiche

Rilevante stazione sciistica sviluppatasi a partire dai primi anni del XX secolo (località Crans-sur-Sierre) e specializzata nello sci alpino, Crans-Montana ha ospitato tra l'altro i Campionati mondiali 1987, i Campionati mondiali juniores 2011 e numerose tappe della Coppa del Mondo e della Coppa Europa della disciplina. Offre circa 140 km di piste e oltre allo sci alpino è possibile praticare snowboard, sci di fondo (per una superficie complessiva sciabile di 350 km) e varie altre attività sportive invernali. È stata sede dei Giochi olimpici invernali silenziosi del 1959.

### Altri sport
Crans-Montana ha ospitato i Campionati del mondo di corsa in montagna 2008 ed è sede del più importante golf club svizzero, il Golf Club Crans-sur-Sierre, fondato nel 1907.Il percorso di 18 buche prende il nome dal campione iberico che ne ha ridisegnato il tracciato Severiano Ballesteros. A settembre di ogni anno si tiene l’Omega European Masters-PGA.